# Schleusenverlust

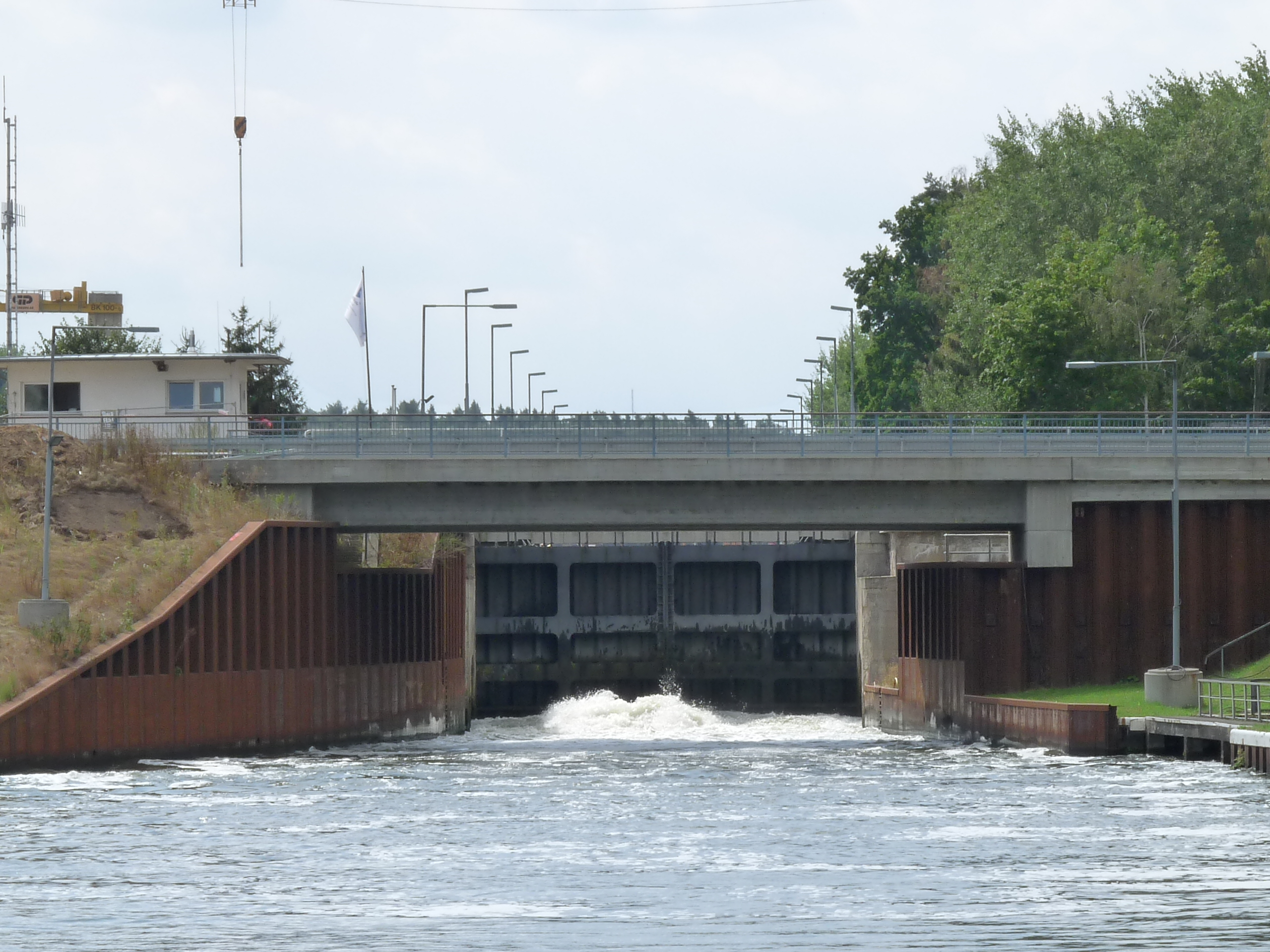
Das Verlustwasser wird ins Unterwasser abgelassen

Als Schleusenverlust oder Verlustwasser bezeichnet man das Wasservolumen, das beim Betrieb einer Schleuse aus dem Oberwasser entnommen bzw. ins Unterwasser abgegeben werden muss. Der Schleusenverlust stellt de facto den „Wasserdurchfluss“ der Schleuse dar.

## Auftreten von Verlustwasser
In der Schleusenkammer werden Schiffe schwimmend angehoben bzw. abgesenkt, indem Wasser aus der oberen Haltung in die Kammer gefüllt bzw. Wasser aus der Kammer in die untere Haltung abgelassen wird. Dadurch geht bei jedem Schleusungsvorgang der oberen Haltung Wasser verloren. Bei einer einfachen Schleuse ohne weitere Maßnahmen entspricht dieser Verlust dem Kammervolumen.
Der Schleusenverlust betrifft vor allem die Scheitelhaltung eines Kanals, da diese Haltung Wasser an die Schleusen abgibt, aber selbst keines aufnimmt. Um die Wassertiefe der Scheitelhaltung zu gewährleisten, muss der Verlust hier ersetzt werden. Dies kann beispielsweise durch eine höher gelegene Talsperre erfolgen, die in der Nähe vorhanden ist oder für diesen Zweck gebaut wird. Ansonsten ist ein Pumpwerk notwendig, um den Schleusenverlust aus dem Unterwasser wieder in das Oberwasser zurückzuführen.

## Mögliche Gegenmaßnahmen

### Begrenzung der Schleusungen
Es wird nur so oft geschleust, wie der natürliche Wasserzufluss erlaubt. Diese Beschränkung kann die Nutzbarkeit des Kanals erheblich einschränken.

### „Stapelschleusung“
Hierbei wird die Anzahl der Schleusungen minimiert, indem bei jeder Schleusung möglichst die volle Nutzungskapazität der Schleusenkammer belegt wird. Besonders Kleinfahrzeuge wie Sportboote müssen dann mit längeren Wartezeiten rechnen.

### Beileitung
Durch Beileitung eines Teilstroms eines in der Nähe verlaufenden Gewässers wird die entsprechende Haltung durch natürlichen Zufluss gespeist. Die Zugabe muss aber gesteuert erfolgen, damit die Haltung nicht überfüllt wird, andererseits muss ausreichend Wasser in dem in Anspruch genommenen Gewässer verbleiben, um den Naturhaushalt und die Wassernutzung nicht zu beeinträchtigen.

### Künstliche Speicherbecken
Ein in der Nähe der Scheitelhaltung und höher liegendes Tal oder ein vorhandener See wird zu einem Speichersee ausgebaut. Der See kann natürlich oder auch zusätzlich durch Pumpwerke befüllt werden. Über einen Ablaufkanal wird das Wasser in die zugehörige Haltung gesteuert eingeleitet. Beispielsweise wurde im Rahmen des Wasserhaushalts am Main-Donau-Kanal und zur Versorgung der Scheitelhaltung der Dürrlohsee zu diesem Zweck ausgebaut.

### Rückpumpwerk
Nach einer Talschleusung oder während der Nachtstunden wird das Wasser über ein Pumpwerk wieder in das Oberwasser zurückgepumpt. Je nach Förderhöhe und Menge bedeutet dies einen erheblichen Energie- und Kostenaufwand.

### Sparschleuse
Eine Sparschleuse verfügt neben ihrer Schleusenkammer über zusätzliche Speicherbecken, die in ihrer Höhenlage gestaffelt angeordnet sind und beim Leeren der Schleusenkammer nacheinander Teilvolumina davon aufnehmen können. Aus diesen kann bei der nächsten Bergschleusung die Schleusenkammer wieder gefüllt werden. Nur das letzte Teilvolumen der Kammer muss als Verlust ins Unterwasser abgegeben bzw. dem Oberwasser entnommen werden. Je mehr Sparbecken vorhanden sind, desto geringer ist die Verlustmenge. Diese Lösung wurde beispielsweise bei 13 der insgesamt 16 Stufen des Main-Donau-Kanals verwirklicht.

### Schiffshebewerk
Bei Schiffshebewerken entsteht nur ein sehr geringer Wasserverlust aus den Spalt- und Sickerverlusten an den Trogverschlüssen. Hebewerke sind aber deutlich teurer und aufwändiger zu errichten und zu betreiben als Schleusen. Bei einem Anwachsen der Schiffslängen können Hebewerke während ihrer technischen Lebensdauer die Befahrbarkeit begrenzen.